# Якшина (остановочный пункт)
Я́кшина — остановочный пункт Екатеринбургского региона Свердловской железной дороги на межстанционном перегоне . Расположен в Ирбитском районе Свердловской области, вблизи деревни Якшиной.

## Название
Современное название остановочного пункта связано с его расположением вблизи одноимённой деревни. Данное название присвоено приказом ОАО «РЖД» от 08.09.2022 № 50 и изданным на его основе приказом Росжелдора от 28.09.2022 № 520  в ходе кампании по присвоению наименований безымянным остановочным и раздельным пунктам Свердловской железной дороги (как правило, именуемым по километражу тех или иных железнодорожных веток). Приказ Росжелдора вступил в силу через 14 дней с момента подписания.
Ранее остановочный пункт назывался  152-м километром (152 км) по километражу устье-ахинского направления от станции Шарташ в городе Екатеринбурге.
Мероприятия по переименованию в рамках вышеупомянутой кампании проводились ещё с 2020 года.

## Географическое положение
Остановочный пункт находится на 152-м километре километре железнодорожной ветки Шарташ — Егоршино — Устье-Аха, на перегоне Талый Ключ — Худяково. Железная дорога в данной местности проходит с юго-запада на северо-восток.
Остановочный пункт расположен в западной части Ирбитского района и Ирбитского муниципального образования (границы района и муниципального образования полностью совпадают). Остановочный пункт находится к северо-востоку от областного центра Екатеринбурга, к юго-западу от районного центра Ирбита, приблизительно в четырёх километрах севернее деревни Якшиной. Немного севернее железной дороги и остановочного пункта начинаются леса, а южнее, в сторону деревни, простираются зауральские поля. Между деревней Якшиной и остановочным пунктом протекает речка Чуманиха — левый приток реки Ирбит. Из деревни в сторону остановочного пункта Якшина пролегает полевая дорога, продолжающаяся на противоположной стороне железнодорожного полотна. Рядом с остановочным пунктом расположен переезд.
Остановочный пункт и участок железной дороги в данном месте окружены землями 10-го и 13-го кварталов урочища колхоз им. Ленина Горкинского участкового лесничества Ирбитского лесничества.

## Пригородные перевозки
Остановочный пункт находится на однопутном неэлектрифицированном участке Егоршино — Тавда. Здесь останавливаются пригородные поезда, курсирующие на данном участке в обоих направлениях. Вокзала и билетных касс на данном остановочном пункте нет.

### Электронные ресурсы
1. 1 2 3  Остановочный пункт 152 км. Фотолинии — Railwayz.info. Дата обращения: 29 марта 2023. Архивировано 29 марта 2023 года.
2. 1 2 3  Павел Яблоков. Новые имена транспортных объектов: выбор пассажиров Московского метро и Свердловской железной дороги. tr.ru (26 октября 2022). Архивировано 24 марта 2023 года.
3. ↑  О внесении изменений в перечень железнодорожных станций, открытых для выполнения соответствующих операций, и выполняемых ими операций — Правовые акты Росжелдора. Дата обращения: 29 марта 2023. Архивировано 28 марта 2023 года.
4. 1 2  Данные получены при помощи картографического сервиса Яндекс Карты.
5. ↑  Лесохозяйственный регламент Ирбитского лесничества Свердловской области (недоступная ссылка)
6. ↑  Якшина — остановочный пункт — Точка-на-Карте. Дата обращения: 29 марта 2023. Архивировано 29 марта 2023 года.